# Eleanor Bron
Pour les articles homonymes, voir Bron (homonymie).
 (mars 2017).
Si vous disposez d'ouvrages ou d'articles de référence ou si vous connaissez des sites web de qualité traitant du thème abordé ici, merci de compléter l'article en donnant les références utiles à sa vérifiabilité et en les liant à la section « Notes et références ».
Eleanor Bron, née le 14 mars 1938 à Stanmore, est une actrice britannique notamment connue pour avoir joué un des rôles principaux (celui de Ahme) dans le film des Beatles Help! en 1965.

## Biographie

### Vie personnelle et famille
Eleanor Bron est née à Stanmore, à Londres. Son père, juif, a décidé de raccourcir son nom de « Bronstein » en « Bron ». Eleanor a fait ses études à la North London Collegiate School, puis au Newnham College, à Cambridge. Elle a vécu avec l'architecte Cedric Price jusqu'à sa mort en 2003. Le couple n'a pas eu d'enfants. Le frère d'Eleanor est le producteur Gerry Bron.

### Carrière
Eleanor Bron a commencé sa carrière au Cambridge Footlights dans The Last Laugh. L'actrice apparaît dans le film Help! avec les Beatles dans le rôle de Ahme. Paul McCartney aurait d'ailleurs pris son nom pour la chanson Eleanor Rigby. Elle a tourné, plus récemment, dans les adaptations télévisées des romans La Petite Princesse, Chez les heureux du monde, Black Beauty et dans le film La Plus Belle Victoire.
Pour la télévision, Eleanor Bron est apparue dans Not So Much a Programme, More a Way of Life. Elle a aussi travaillé dans des sketchs de John Fortune. L'actrice a joué dans la série Doctor Who, dans l'épisode City of Death, elle tenait le rôle d'une critique dans la galerie Denise René à Paris. Pour la même série elle jouera dans Revelation of the Daleks et dans un programme radiodiffusé dérivé.
Elle a aussi collaboré avec le romancier et dramaturge Michael Frayn pour Beyond a Joke et Making Faces. Elle est apparue dans un épisode de la série Yes Minister.

## Filmographie
- 1965 : Help! de Richard Lester : La prêtresse Ahme
- 1967 : Fantasmes (Bedazzled) de Stanley Donen : Margaret Spencer
- 1967 : Voyage à deux (Two for the Road) de Stanley Donen : Cathy Manchester
- 1969 : A Touch of Love de Waris Hussein : Lydia
- 1969 : Love de Ken Russell : Hermione Roddice
- 1979 : Doctor Who : épisode City of Death : la touriste
- 1985 : Doctor Who : épisode Revelation of the Daleks : Kara
- 1995 : La Petite Princesse (A Little Princess) : Miss Minchin
- 1997 : Trois sœurcières (mini-série) : la duchesse Kasqueth (voix)
- 2012 : Week-end royal (Hyde Park on Hudson) de Roger Michell : Tante de Daisy
- 2012 : Inspecteur Barnaby, épisode Le Cavalier sans tête : lady DeQuetteville
- 2020 : Inspecteur Barnaby, épisode Meurtres en miniature : Maxine Dobson